# CamSoda
CamSoda es un sitio web de streaming pornográfico que ofrece actuaciones en vivo de artistas principalmente aficionadas.
Fue creado por Daron Lundeen en 2014. La plataforma de transmisión de vídeo ofrece cámaras web para adultos y transmisiones en directo para no adultos. CamSoda fue la primera en ofrecer retransmisiones en directo de realidad virtual de 360 grados. Ofrece productos de realidad virtual, tecnología de pantalla táctil, juguetes sexuales interactivos y productos basados en Bitcoin y Ethereum.
La empresa y sus productos han sido mencionados en diversos medios de comunicación, como The Howard Stern Show, PC Magazine, Glamour y Cosmopolitan.